# The Battle Hymn of the Republic

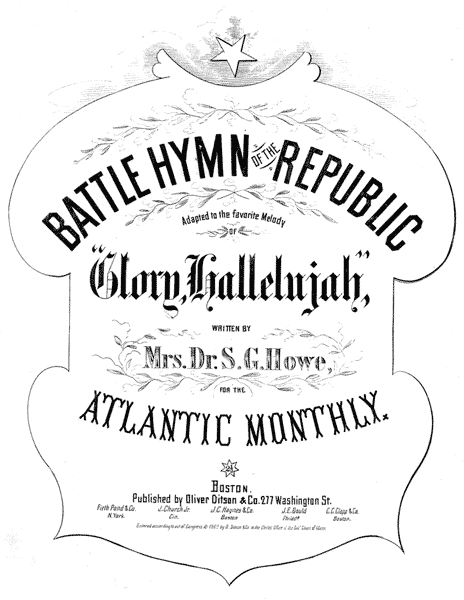
Portada de la partitura para 1862 "Himno de Batalla de la República"

"Battle Hymn of the Republic" (en español: Himno de Batalla de la República) es un himno escrito por la autora norteamericana Julia Ward Howe usando la música de la popular canción "John Brown's Body". Las letras más famosas de Howe fueron escritas en noviembre de 1861 y publicadas por vez primera en la revista The Atlantic Monthly en febrero de 1862. La canción, enlaza el juicio de los impíos en el fin de los tiempos del Nuevo testamento con la Guerra de Secesión de los Estados Unidos. Desde entonces, la canción se ha vuelto extremadamente popular y es una de las más conocidas canciones patrióticas norteamericanas.

## Letra
Mis ojos han visto la gloria de la venida del Señor:
Está aplastando la viña donde se guardan las uvas de la ira;
Ha liberado el fatídico rayo de su terrible y rápida espada:
Su verdad está en marcha.
(Coro)
¡Gloria! ¡Gloria! ¡Aleluya!
¡Gloria! ¡Gloria! ¡Aleluya!
¡Gloria! ¡Gloria! ¡Aleluya!
¡Gloria! ¡Gloria! ¡Aleluya!
Su verdad está en marcha.
Lo he visto en las fogatas de cien campamentos que rodean
Le han construido un altar en las humedades y rocíos del atardecer;
Puedo leer su justa sentencia en la tenue luz y en las flameantes lámparas:
Su día está en marcha
(Coro)
¡Gloria! ¡Gloria! ¡Aleluya!
¡Gloria! ¡Gloria! ¡Aleluya!
¡Gloria! ¡Gloria! ¡Aleluya!
¡Gloria! ¡Gloria! ¡Aleluya!
Su día está en marcha.
He leído el ardiente mandato del evangelio en pulidas filas de acero:
"Así como seas con mis escarnecedores, así será mi gracia contigo;
Deja al héroe nacido de mujer, aplastar la serpiente con su talón.
Ya que Dios está marchando"
(Coro)
¡Gloria! ¡Gloria! ¡Aleluya!
¡Gloria! ¡Gloria! ¡Aleluya!
¡Gloria! ¡Gloria! ¡Aleluya!
¡Gloria! ¡Gloria! ¡Aleluya!
Su verdad está marchando.
Ha sonado su trompeta y nunca llamará a retirada;
Ha cribado los corazones de los hombres ante su tribunal:
¡Oh, apresúrate, alma mía, para responderle! ¡Alégrense pies míos!
Nuestro Dios está marchando.
(Coro)
¡Gloria! ¡Gloria! ¡Aleluya!
¡Gloria! ¡Gloria! ¡Aleluya!
¡Gloria! ¡Gloria! ¡Aleluya!
¡Gloria! ¡Gloria! ¡Aleluya!
Su verdad está en marcha.
En la belleza de los lirios Cristo nació al otro lado del mar,
Con la gloria en su seno que nos transfigura a ti y a mí:
Así como ha muerto para santificar a los hombres, vivamos para liberarlos.
(originalmente: Muramos para liberarlos)
Mientras Dios está marchando.
(Coro)
¡Gloria! ¡Gloria! ¡Aleluya!
¡Gloria! ¡Gloria! ¡Aleluya!
¡Gloria! ¡Gloria! ¡Aleluya!
¡Gloria! ¡Gloria! ¡Aleluya!
Su verdad está en marcha.
Viene como la gloria de la mañana sobre la ola
Es sabiduría para los fuertes, es honor para el valiente.
Así el mundo será estrado de sus pies, y el alma del equívoco su esclava.
Nuestro Dios está en Marcha.
(Coro)
¡Gloria! ¡Gloria! ¡Aleluya!
¡Gloria! ¡Gloria! ¡Aleluya!
¡Gloria! ¡Gloria! ¡Aleluya!
¡Gloria! ¡Gloria! ¡Aleluya!
Su verdad está en marcha.

## Letra original

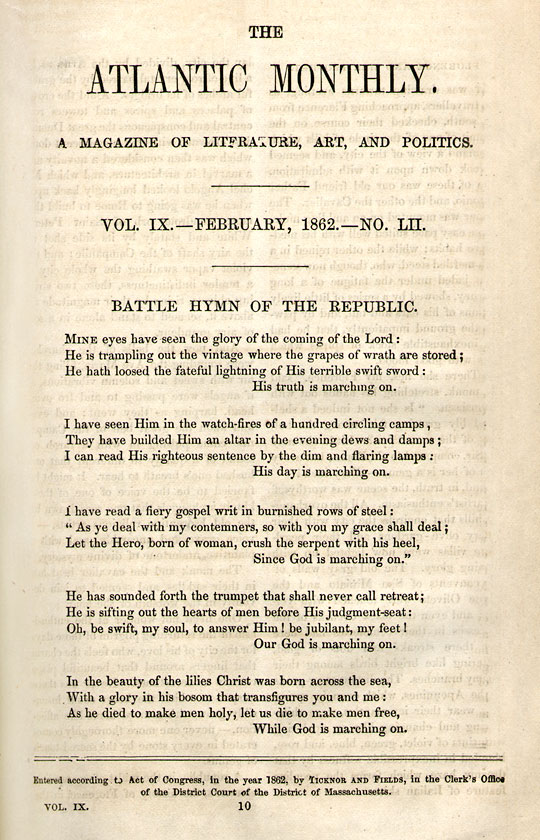
Letra original del The Battle Hymn of the Republic, febrero 1862.

Mine eyes have seen the glory of the coming of the Lord:
He is trampling out the vintage where the grapes of wrath are stored;
He hath loosed the fateful lightning of His terrible swift sword:
His truth is marching on.
(Chorus)
Glory, glory, hallelujah!
Glory, glory, hallelujah!
Glory, glory, hallelujah!
His truth is marching on.
I have seen Him in the watch-fires of a hundred circling camps,
They have builded Him an altar in the evening dews and damps;
I can read His righteous sentence by the dim and flaring lamps:
His truth is marching on.
(Chorus)
Glory, glory, hallelujah!
Glory, glory, hallelujah!
Glory, glory, hallelujah!
His truth is marching on.
I have read a fiery gospel writ in burnished rows of steel:
"As ye deal with my contemners, so with you my grace shall deal;
Let the Hero, born of woman, crush the serpent with his heel,
his truth is marching on."
(Chorus)
Glory, glory, hallelujah!
Glory, glory, hallelujah!
Glory, glory, hallelujah!
his truth is marching on.
He has sounded forth the trumpet that shall never call retreat;
He is sifting out the hearts of men before His judgment-seat:
Oh, be swift, my soul, to answer Him! be jubilant, my feet!
Our God is marching on.
(Chorus)
Glory, glory, hallelujah!
Glory, glory, hallelujah!
Glory, glory, hallelujah!
Our God is marching on.
In the beauty of the lilies Christ was born across the sea,
With a glory in His bosom that transfigures you and me:
As He died to make men holy, let us die to make men free,
While God is marching on.
(Chorus)
Glory, glory, hallelujah!
Glory, glory, hallelujah!
Glory, glory, hallelujah!
Our God is marching on.
He is coming like the glory of the morning on the wave,
He is Wisdom to the mighty, He is Succour to the brave,
So the world shall be His footstool, and the soul of Time His slave,
Our God is marching on.
(Chorus)
Glory, glory, hallelujah!
Glory, glory, hallelujah!
Glory, glory, hallelujah!
Our God is marching on.

## Versión en español
La siguiente versión alternativa de la letra es usada en Hispanoamérica.
¿Has oído las cadencias de una marcha sin igual,
que satura de victoria la conciencia terrenal?
Sus acentos melodiosos son emblema celestial,
de gloria y devoción.
(coro)
¡Gloria, gloria, aleluya!.
¡Gloria, gloria, aleluya!.
¡Gloria, gloria, aleluya!.
Avanza su verdad.
Es la Iglesia que en su marcha representa la deidad,
y a su paso va tocando la creciente humanidad
con palabras cuyo efecto reproducen con verdad
completa salvación.
(coro)
En las filas del Maestro soy valiente luchador
que buscando a los perdidos me dedico con valor.
No me arredran los conflictos ni la dura oposición.
Jesús es mi Señor.
(coro)
(coro)
¡Amén! ¡Amén!